# Maclura pubescens
Maclura pubescens là một loài thực vật có hoa trong họ Moraceae. Loài này được (Trécul) Z.K. Zhou & M.G. Gilbert mô tả khoa học đầu tiên năm 2003.